# Sophie Dugerdil
Pour les articles homonymes, voir Lionel Dugerdil.
Sophie Dugerdil, née en 1970 à Dardagny, est une vigneronne encaveuse suisse. Elle dirige le domaine Dugerdil à Dardagny, dans le canton de Genève.

## Biographie

### Origines et formation
Sophie Dugerdil naît à Dardagny en 1970.    
Après une maturité professionnelle de type commercial et une école d'éducation physique et de sport, elle travaille dans une fiduciaire et fait des remplacements comme professeur de sport. À 23 ans, elle entreprend des études universitaires de géographie. Sa licence en poche, elle devient enseignante de sport, de civisme et de géographie, pendant deux ans dans une école.   
Elle se lance en 1999 dans deux missions pour le Comité international de la Croix-Rouge, au Népal puis au Sri Lanka, pendant trois ans. À son retour, elle fait un stage dans un domaine voisin puis suit une formation d'œnologie à l'école d'ingénieurs de Changins à Nyon,.

### Vigneronne
Elle reprend le domaine viticole de neuf hectares de son père à Dardagny en 2004 et y crée son propre vin,, (son père livrait sa production à une coopérative sans vinifier), dans une perspective de viticulture durable et biologique, tout en travaillant encore à mi-temps comme enseignante jusqu'à la fin de l'année scolaire 2009 à l'École de culture générale Henry-Dunant,. Le domaine obtient[Quand ?] le label Bourgeon,. Elle vend sa production (35 000 bouteilles en 2019) principalement à des restaurants (80 % en 2017).  
Elle est présidente de l'Association genevoise des vignerons-encaveurs indépendants.

### Vie privée
Elle est mère de deux enfants.